# Hong Kong Premier League 2024/25
Die Hong Kong Premier League 2024/25 (chinesisch 年香港超級聯賽 2024/25) war die 11. Spielzeit der höchsten Fußballliga in Hongkong seit ihrer Gründung im Jahr 2014 und der 112. Wettbewerb um die Hongkonger Landesmeisterschaft. Die Liga war aus Sponsoringgründen auch als BOC Life Hong Kong Premier League bekannt. Am Spielbetrieb nahmen neun Mannschaften teil. Die Saison begann am 30. August 2024 und endete am 25. Mai 2025. Titelverteidiger war der Lee Man FC.

## Teilnehmende Mannschaften
| Mannschaft |
| - Eastern AA - Hong Kong Rangers FC - Hongkong FC - Kitchee SC - Lee Man FC - North District FC - Southern District FC - Tai Po FC - Kowloon City District SA (N) |

## Austragungsorte
| Eastern AA Kitchee SC       | Hongkong FC                  | Kowloon City District SA   |
| Mong Kok Stadium            | HKFC Stadium                 | Sham Shui Po Sports Ground |
| --------------------------- | ---------------------------- | -------------------------- |
|                             |                              |                            |
| Lee Man FC                  | North District FC            | Hong Kong Rangers FC       |
| Tseung Kwan O Sports Ground | North District Sports Ground | Tsing Yi Sports Ground     |
|                             |                              |                            |
| Southern District FC        | Tai Po FC                    |                            |
| Aberdeen Sports Ground      | Tai Po Sports Ground         |                            |
|                             |                              |                            |

## Ausländische Spieler
| Mannschaft               | Spieler 1        | Spieler 2        | Spieler 3          | Spieler 4        | Spieler 5      | Spieler 6        | Spieler 7      | Spieler 8          | Spieler 9       | Spieler 10          | Spieler 11    | Spieler 12      | Spieler 13      | Ehemalige ausländische Spieler                                                            |
| ------------------------ | ---------------- | ---------------- | ------------------ | ---------------- | -------------- | ---------------- | -------------- | ------------------ | --------------- | ------------------- | ------------- | --------------- | --------------- | ----------------------------------------------------------------------------------------- |
| Eastern AA               | Felipe Sá        | Gu Bin           | Carlos Pérez       | Daniel Almazan   | Noah Baffoe    | Víctor Bertomeu  | Marcos Gondra  | Nii Noye Narh      | Calum Hall      | Aleksandar Mitrović |               |                 |                 | Tamirlan Kosubajew                                                                        |
| Kitchee SC               | Matheus Dantas   | Welthon          | Chen Tao           | Enikar Mehmud    | Fynn Talley    | Aarón Rey        | Jay Haddow     | Bae Jae-woo        | Kim Shin-wook   | Diego Bardanca      | Luís Machado  | Ruslan Mingazow | Sherzod Temirov |                                                                                           |
| Kowloon City District SA | Willian Gaúcho   | Kayron           | Niltinho           | Yoshihiro Tanaka | Kang Jun-hyeon | Aryan Rai        | Abdoulaye Sané | Yang Chao-Jing     |                 |                     |               |                 |                 | Victtor Chaves Thawan Lee Keun-ho Seong Min-gyu                                           |
| Lee Man FC               | Taufee Skandari  | Samuel Rosa      | Paulinho Simionato | Ryan Tafazolli   | Henri Anier    | Ryoya Tachibana  | Kim Min-kyu    | Mitchel Paulissen  |                 |                     |               |                 |                 | Jiloan Hamad Gaizka Martínez                                                              |
| North District FC        | Matheus Chulapa  | Weverton Gudula  | Guilherme Kayron   | Kendy            | Danilo Santos  | Elian Villalobos | Lee Min-woo    |                    |                 |                     |               |                 |                 | Pedro Costa Félix Pérez-Doyle                                                             |
| Hong Kong Rangers FC     | Guilherme Biteco | Luizinho         | Maxwell Ansah      | Nassam Ibrahim   | Ryota Hayashi  | Makoto Rindō     | Lim Hyoung-jun | Oleksiy Shlyakotin | Sebastián Nicot |                     |               |                 |                 | Daisuke Fukagawa Akito Okamoto Shun'ya Suganuma Yusuke Unoki Kim Do-hyun Hugo de Oliveira |
| Southern District FC     | Jonatan Acosta   | Gregory          | Kessi              | Jackson          | Gabriel Yanno  | Kota Kawase      | Shū Sasaki     | Song Ju-ho         |                 |                     |               |                 |                 | Da Silva                                                                                  |
| Tai Po FC                | Dominic Johns    | Gabriel Cividini | Marcão             | Gabriel Pierini  | Michel Renner  | Igor Sartori     | Lucas Silva    | Patrick Valverde   | Gerson          | Weverton Rangel     | Kevin Padilla | Habib           |                 | Guilherme Biteco                                                                          |

 Ausländische Spieler, die während der Saison den Verein verlassen haben

## Tabellen

### Abschlusstabelle
| Pl.                              | Verein                   | Sp. | S  | U | N  | Tore    | Diff. | Punkte |
| -------------------------------- | ------------------------ | --- | -- | - | -- | ------- | ----- | ------ |
| 1.                               | Tai Po FC                | 24  | 17 | 4 | 3  | 062:310 | +31   | 55     |
| 2.                               | Lee Man FC (M)           | 24  | 17 | 2 | 5  | 054:330 | +21   | 53     |
| 3.                               | Eastern AA               | 24  | 15 | 6 | 3  | 054:250 | +29   | 51     |
| 4.                               | Kitchee SC               | 24  | 12 | 6 | 6  | 055:250 | +30   | 42     |
| 5.                               | Southern District FC     | 24  | 7  | 7 | 10 | 034:350 | −1    | 28     |
| 6.                               | Kowloon City District SA | 24  | 7  | 3 | 14 | 036:650 | −29   | 24     |
| 7.                               | Hong Kong Rangers FC     | 24  | 6  | 5 | 13 | 038:530 | −15   | 23     |
| 8.                               | North District FC        | 24  | 5  | 3 | 16 | 037:650 | −28   | 18     |
| 9.                               | Hongkong FC              | 24  | 3  | 2 | 19 | 021:590 | −38   | 11     |
| Stand: Stand: Saisonende 2024/25 |                          |     |    |   |    |         |       |        |

| Zum Saisonende 2024/25: Meister und Qualifikation zur Gruppenphase der AFC Champions League Two |                                 |
| Zum Saisonende 2023/24:                                                                         |                                 |
| (M)                                                                                             | Amtierender Meister: Lee Man FC |

### Heimtabelle
| Pl.                              | Verein                   | Sp. | S | U | N | Tore    | Diff. | Punkte |
| -------------------------------- | ------------------------ | --- | - | - | - | ------- | ----- | ------ |
| 1.                               | Lee Man FC               | 12  | 9 | 1 | 2 | 033:200 | +13   | 28     |
| 2.                               | Tai Po FC                | 12  | 8 | 2 | 2 | 025:140 | +11   | 26     |
| 3.                               | Eastern AA               | 12  | 7 | 4 | 1 | 029:140 | +15   | 25     |
| 4.                               | Kitchee SC               | 12  | 6 | 2 | 4 | 034:110 | +23   | 20     |
| 5.                               | Southern District FC     | 12  | 4 | 3 | 5 | 016:150 | +1    | 15     |
| 6.                               | North District FC        | 12  | 3 | 3 | 6 | 022:270 | −5    | 12     |
| 7.                               | Hong Kong Rangers FC     | 12  | 3 | 2 | 7 | 017:240 | −7    | 11     |
| 8.                               | Kowloon City District SA | 12  | 3 | 1 | 8 | 018:360 | −18   | 10     |
| 9.                               | Hongkong FC              | 12  | 3 | 1 | 8 | 011:250 | −14   | 10     |
| Stand: Stand: Saisonende 2024/25 |                          |     |   |   |   |         |       |        |

### Auswärtstabelle
| Pl.                              | Verein                   | Sp. | S | U | N  | Tore    | Diff. | Punkte |
| -------------------------------- | ------------------------ | --- | - | - | -- | ------- | ----- | ------ |
| 1.                               | Tai Po FC                | 12  | 9 | 2 | 1  | 037:170 | +20   | 29     |
| 2.                               | Eastern AA               | 12  | 8 | 2 | 2  | 025:110 | +14   | 26     |
| 3.                               | Lee Man FC               | 12  | 8 | 1 | 3  | 021:130 | +8    | 25     |
| 4.                               | Kitchee SC               | 12  | 6 | 4 | 2  | 021:140 | +7    | 22     |
| 5.                               | Kowloon City District SA | 12  | 4 | 2 | 6  | 018:290 | −11   | 14     |
| 6.                               | Southern District FC     | 12  | 3 | 4 | 5  | 018:200 | −2    | 13     |
| 7.                               | Hong Kong Rangers FC     | 12  | 3 | 3 | 6  | 021:290 | −8    | 12     |
| 8.                               | North District FC        | 12  | 2 | 0 | 10 | 015:380 | −23   | 06     |
| 9.                               | Hongkong FC              | 12  | 0 | 1 | 11 | 010:340 | −24   | 01     |
| Stand: Stand: Saisonende 2024/25 |                          |     |   |   |    |         |       |        |

## Torschützenliste
Stand: Saisonende 2024/25
| Platz | Spieler         | Mannschaft               | Tore |
| ----- | --------------- | ------------------------ | ---- |
| 1.    | Noah Baffoe     | Eastern AA               | 21   |
| 2.    | Everton Camargo | Lee Man FC               | 19   |
| 3.    | Lucas Silva     | Tai Po FC                | 18   |
| 4.    | Kayron          | Kowloon City District SA | 13   |
| 5.    | Lau Chi Lok     | Hong Kong Rangers FC     | 12   |
| 5.    | Sherzod Temirov | Kitchee SC               | 12   |
| 7.    | Henri Anier     | Lee Man FC               | 11   |
| 8.    | Chan Siu Kwan   | Tai Po FC                | 10   |
| 8.    | Marcos Gondra   | Eastern AA               | 10   |
| 10.   | Michel Renner   | Tai Po FC                | 9    |
| 10.   | Luizinho        | Hong Kong Rangers FC     | 9    |
| 10.   | Juninho         | Kitchee SC               | 9    |
| 10.   | Weverton Gudula | North District FC        | 9    |
| 14.   | Igor Sartori    | Tai Po FC                | 8    |
| 14.   | Kendy           | North District FC        | 8    |
| 14.   | Welthon         | Kitchee SC               | 8    |
| 14.   | Gregory         | Southern District FC     | 8    |
| 14.   | Stefan Pereira  | Southern District FC     | 8    |
| 19.   | Matheus Chulapa | North District FC        | 7    |

## Hattricks
Stand: Saisonende 2024/25
| Spieler         | Verein                   | Gegnerischer Verein      | Ergebnis | Datum              |
| --------------- | ------------------------ | ------------------------ | -------- | ------------------ |
| Lau Chi Lok     | Hong Kong Rangers FC     | Hongkong FC              | 3:1 (A)  | 15. September 2024 |
| Sherzod Temirov | Kitchee SC               | Kowloon City District SA | 6:1 (H)  | 25. September 2024 |
| Stefan Pereira  | Southern District FC     | Hongkong FC              | 4:3 (A)  | 10. November 2024  |
| Lucas Silva     | Tai Po FC                | Hong Kong Rangers FC     | 5:2 (A)  | 21. Dezember 2024  |
| Lucas Silva     | Tai Po FC                | Kowloon City District SA | 5:2 (A)  | 9. März 2025       |
| Michel Renner   | Tai Po FC                | Lee Man FC               | 7:3 (A)  | 9. März 2025       |
| Kayron          | Kowloon City District SA | Hongkong FC              | 5:3 (H)  | 25. Mai 2025       |

## Weiße Weste (Clean Sheets)
Stand: Saisonende 2024/25
| Platz | Spieler            | Mannschaft               | Clean sheets |
| ----- | ------------------ | ------------------------ | ------------ |
| 1.    | Chan Ka-Ho         | Lee Man FC               | 6            |
| 1.    | Fynn Talley        | Kitchee SC               | 6            |
| 1.    | Tse Ka-Wing        | Tai Po FC                | 6            |
| 1.    | Yapp Hung-Fai      | Eastern AA               | 6            |
| 5.    | Ng Wai-Him         | Southern District FC     | 3            |
| 5.    | Freddie Toomer     | Hongkong FC              | 3            |
| 5.    | Yuen Ho-Chun       | Kowloon City District SA | 3            |
| 8.    | Liu Fu-Yuen        | Eastern AA               | 2            |
| 8.    | Oleksii Shliakotin | Hong Kong Rangers FC     | 2            |
| 8.    | Chan Kun-Sun       | Hong Kong Rangers FC     | 2            |
| 8.    | Li Hon-Ho          | Kowloon City District SA | 2            |
| 12.   | Ngan Ngo-Tin Sky   | Southern District FC     | 1            |
| 12.   | Li Yat-Chun        | Hongkong FC              | 1            |
| 14.   | Felix Luk          | Kowloon City District SA | 0            |
| 14.   | Cheung Kwai-Wa     | North District FC        | 0            |
| 14.   | Justin Estlinbaum  | Hongkong FC              | 0            |
| 14.   | Zhenpeng Wang      | Kitchee SC               | 0            |
| 14.   | Lo Siu-Kei         | Hong Kong Rangers FC     | 0            |
| 14.   | Pong Cheuk-Hei     | North District FC        | 0            |